# Dècada del 80 aC

## Esdeveniments
- Les lluites pel poder s'intensifiquen a la República Romana
- 88 aC — La guerra social finalitza amb la derrota dels aliats itàlics a mans dels romans, tot i que van aconseguir tots els seus objectius.
- 82 aC — Luci Corneli Sul·la derrota una coalició de romans i itàlics a la batalla de Porta Collina i aconsegueix el control de Roma.
- 81 aC — Sul·la esdevé dictador i reforma el govern de Roma.
- 80 aC — Alexandria cau sota el control de Roma.

## Personatges destacats
- Ptolemeu X Alexandre I, rei d'Egipte (107 aC-88 aC)
- Mitridates VI Eupator, rei del Pont (121 aC-63 aC)
- Gai Mari (157 aC-86 aC), cap del partit popular romà
- Alexandre Janeu, rei de Judea (104 aC-78 aC)
- Gneu Pompeu Estrabó, general romà mort el 87 aC